# 中山歌子
中山 歌子（なかやま うたこ、1893年（明治26年）11月15日 - 1928年（昭和3年）4月）は、日本の女優である。本名は中山 さだ（山中 さだとの記述もあり）。

## 来歴・人物
東京府東京市本郷区(現・東京都文京区)出身。両親はある華族の家に出入りしていた呉服屋の番頭とその家の娘といわれている。1911年（明治44年）、この年設けられた帝劇歌劇部に一期生として加入。同じ一期生に石井漠・上山浦路・沢美千代らがいる。この年の10月に公演された『カバレリヤ・ルスチカーナ』（柴田環主演）で初めて舞台に立つ。1912年からはジョヴァンニ・ヴィットーリオ・ローシー夫妻の指導を受けながら舞台に出演した。1913年（大正2年）、同期である松山芳野里と結婚（のちに離婚）、9月に歌劇部改め洋劇部を卒業。
1919年（大正8年）3月、新芸術座が有楽座で上演した『カルメン』に主演。同年読売新聞社が主催した美人女優コンクールで1位となる。
1920年（大正9年）、女形から女優への転換のため新設された日活向島撮影所第3部に森英治郎・酒井米子とともに入社。『朝日さす前』で映画に初出演する。酒井の退社後は日活の女優のトップとして活躍する。
1922年、歌手として「船頭小唄」をレコーディング、ヒコーキ・レコードより発売される。翌1923年（大正12年）2月には浅草の御国座で「瀕死の白鳥」を披露する。
1923年に肺結核のため日活を退社する。1925年（大正14年）9月5日に大岡山の自宅で養女、妹（姪との記述もあり）とその内縁の夫が強盗に殺害される事件（大岡山事件）が発生。歌子は鎌倉で療養していたため難を逃れた。その後は天理教に入信し信仰の道に入った。1928年（昭和3年）4月に死去。

## フィルモグラフィ
- かがやき（1917年）
- 朝日さす前（1920年）
- 白ゆりのかほり（1921年）
- 流れ行く女（1921年）
- 金色夜叉（1921年）
- 見果てぬ夢（1921年）
- 侠艶録（1921年）
- 千鳥ケ淵（1921年）
- 目なし鳥（1921年）
- 浮き沈み（1921年）
- 八重の潮風（1921年）
- 弥栄の誉れ（1921年）
- 生さぬ仲（1921年）
- 乳姉妹（1922年）
- 二人静（1922年）
- 闇のかほり（1922年）
- 破れ三味線（1922年）
- 響（1922年）
- 悔恨の彼方へ（1923年）
- 恨の姿絵（1923年）
- 添はれぬ仲（1923年）